# ولنیتسه (ناحیه نیمبورک)
ولنیتسه (به چکی: Velenice) یک منطقهٔ مسکونی در جمهوری چک است که در ناحیه نیمبورک واقع شده‌است. ولنیتسه ۸٫۰۱ کیلومتر مربع مساحت و ۲۲۴ نفر جمعیت دارد و ۱۹۸ متر بالاتر از سطح دریا واقع شده‌است.